# 佐島直子
佐島 直子（さじま なおこ、1955年6月19日 - 2017年3月10日）は、日本の防衛官僚、国際政治学者。専門は国際政治学アジア太平洋の安全保障、同盟関係、戦略文化論）。元専修大学経済学部教授。

## 略歴
お茶の水女子大学附属小学校・中学校・高等学校を卒業。1978年上智大学法学部卒業後、防衛庁に入庁。1993年青山学院大学大学院国際政治経済学研究科修士課程修了。防衛庁国際室渉外専門官、防衛研究所第2研究部第3研究室主任研究官、オーストラリア国立大学戦略・防衛研究大学院客席研究員、ヴィクトリア大学ウェリントン校戦略研究センター特別研究員を歴任し、専修大学教授。公益財団法人日本国際フォーラム政策委員。日本ニュージーランド学会副会長、および同会事務局長、理事を務めた。2013年1月27日、不慮の事件で急逝した消費者庁審議官神宮司史彦の実姉。元カリスマ東大生・神宮司彩は実姪。
2005年、『現代安全保障用語事典』の編集代表として、第15回コムソフィア賞を受賞。専修大学では相撲部部長も務めた。

## 人物
- 自衛隊の制服組が国民や政治家から急速に認知され台頭したことを危険視しており、橋本龍太郎首相が首相官邸に自衛隊の高級幹部を躊躇なく招いたことや、政府専用機の機内で航空自衛隊のジャンバーを着たことに言及し、橋本首相が制服組を重用したことを「おもちゃの兵隊のようにはべらせた」と批判し、制服組を重視する橋本首相の姿勢を喜ぶ制服組を危険視していた[4]。
- 橋本首相が進めた自衛隊と中国人民解放軍の中堅幹部による防衛交流を、「かつて、満蒙の軍閥と本国のコントロールが及ばなくなった日本の関東軍の軍人が個人的に手を組んで何をしたか思い出してほしい」と批判していた[4]。
- 制服組に批判的であり、自衛隊の幹部自衛官はその道の専門家に留まるべきだとし、自衛隊を政治や外交のおもちゃにしてはいけないし、政治やマスコミにちやほやされるなと主張していた[5]。
- 制服組を危険視する立場から、防衛大学校に社会科学系の学部や大学院が創設されたことを疑問視しており、「自衛官が政治や社会のことを勉強し、理解するのは当然であるとしても、専門として履修する集団を作り出すのはいかがなものか？」「勉強すればするほど、自衛隊とそれを取り巻く国内国外の環境に不合理さを感じ、なんとかしたい、と思うのは当然である。結果として自衛官に政治に関与したい、という動機を醸成することになる」として否定的な見解を示していた[6]。
- 防衛庁の背広組による文官統制（文官優位）を、「よく防衛庁では『シビリアン・コントロール（政治の軍事に対する優位）』がシビリアン（背広組）による制服組へのいじめのように誤用されている、といわれるけど、こと国会対策を通じて、制服組が直接政治にタッチしないように内局を介在させているのは、合理的でよくよく出来たシステムだった」と肯定しており、「制服組が政治に汚染されることを、よく制御していた」としていた[7]。また、防衛庁の内局の権限が低下すれば、軍事（自衛隊）が政治のおもちゃとなるとしていた[8]。
- 政府委員制度の廃止により政治主導の国会運営が定着すれば、首相や防衛庁長官は素人の内局よりも、軍事に精通した幕僚監部の自衛官と直接話したいと思うようになり、制服組の重用に繋がるだろうとし、それが自衛官の台頭と暴走に繋がるとしていた[7]。

## 著書

### 単著
- 『安全保障ってなんだろう』（勁草書房,2011年）
- 『誰も知らない防衛庁――女性キャリアが駆け抜けた、輝ける歯車の日々』（角川書店［角川Oneテーマ21］, 2001年）
- 『国際安全保障論I ――転換するパラダイム』（内外出版, 2007年）

### 共著
- Japanese Sea Power (Canberra: Sea Power Centre, Australia, 2009)
- 『国際安全保障論II―アジア・太平洋の戦略文化―』（内外出版, 2010年）

### 編著
- 『現代安全保障用語事典』（信山社出版, 2004年）

## 論文
- 「ANZUS危機と同盟関係」『青山国際ビジネス紀要』2号（1994年）
- 「冷戦の終焉と地域主義への転換――ANZUSの場合」『国防』1994年4月号
- 「五ヶ国防衛取極の今日的意義」『外交時報』1995年10月号
- 「軍隊の平和的役割に関する一考察――ニュージーランド軍の戦力組成が示唆するもの」『波涛』1996年5月号
- 「ニュージーランド軍の戦力組成とその平和的な役割」『日本ニュージーランド学会誌』2号（1996年）
- 「『日米安全保障共同宣言』に対する内外の反応とその背景」『防衛研究』2巻2号（1996年）
- 「何故、協定は結ばれたか？――豪州・インドネシア安保協定締結までの軌跡」『外交時報』1996年11・12月合併号
- 「日豪関係の史的展開――安全保障の視点から」『波涛』1997年1月号
- 「変容するANZUS同盟――『南北の錨』の将来を探る」『国際問題』446号（1997年5月）
- 「ニュージーランドの平和・安全保障問題」日本ニュージーランド学会編『ニュージーランド入門』（慶應義塾大学出版会, 1998年）
- "A Northeast Asian Nuclear Weapon-Free Zone: A Japanese perspective" in Rumesh Thakur ed., Nuclear Weapons-Free Zones (London: MacMillan, 1998).
- "New Zealand's Priorities: How to evolve its security roles?"『日本ニュージーランド学会誌』6号（1999年）
- 「非核地帯――その思想と現実」『防衛研究所紀要』2巻3号（1999年）
- "Japan: Strategic Culture at a Crossroads" in Ken Booth and Russell Trood eds., Strategic Cultures in the Asia-Pacific Region (London: MacMillan, 1999).
- "Japan-New Zealand Mutual Awareness" in Roger Peren ed., Japan and New Zealand 150 Years (Tokyo: Ministry of Foreign Affairs, 1999).
- 佐島直子,「非核政策の法制化 : ニュージーランドのケース」『日本ニュージーランド学会誌』 7巻 2000年 p.2-21, doi:10.20598/jsnzs.7.0_2
- 「バーナード・フライベルグ――第二次世界大戦でニュージーランドの名誉を回復」ニュージーランド研究同人会編『ニュージーランドの思想家たち』（論創社, 2001年）
- 「東アジア・太平洋地域の戦略環境と同盟関係--日豪の比較を中心に」『専修大学社会科学研究所月報』 461号 p.1-27, 2001-11-20, NAID 40002211043
- 「東アジアの地域化と日本の『安全保障対話・防衛交流』」山影進編『東アジア地域主義と日本外交』（日本国際問題研究所, 2003年）
- 「『テロ』対策の法制化――ニュージーランドのケース」石川明編『国際経済法と地域協力』（信山社, 2004年）
- 「ニュージーランドの「改革」と三重県 (2003年度合宿研究会報告--夏期:松本・伊那、春期:三重県)」『専修大学社会科学研究所月報』第495・496合併号 p.24-48, 2004年, NAID 40006617142
- 「ニュージーランドの『テロ』対策――政策から法へ」『日本ニュージーランド学会誌』12号（2005年）
- 「『戦略文化』論からみた『現代中国』」専修大学社会科学研究所編『中国社会の現状』（専修大学出版会, 2006年)